# 小河镇 (旬阳市)
小河镇，是中华人民共和国陕西省安康市旬阳市下辖的一个行政建制镇。
2011年，陕西省人民政府调整全省乡镇，公馆乡并入。时公馆乡管辖康家坪村、南坡村、炉子坡村、寨子沟村、屈家沟村、落驾村、中心村、栗扒村、北沟村、铁厂村、张良村、西沟村、新田湾村。

## 行政区划
小河镇下辖以下地区：
小河社区、膀子村、张家沟村、龙王滩村、双泥村、阳坡河村、小阳村、周家庄村、东河村、大南沟村、东沟村、两河关村、陈家坡村、金坡村、东山村、棋盘村、坪槐村、阳坡村、康家坪村、南坡村、炉子坡村、寨子沟村、屈家沟村、落驾村、中心村、栗扒村、北沟村、铁厂村、张良村、西沟村和新田湾村。

## 交通
- 西康铁路：小河镇站